# Catochrysops
Catochrysops is een geslacht van vlinders van de familie van de Lycaenidae, uit de onderfamilie van de Polyommatinae (blauwtjes).

## Soorten
- C. amasea Waterhouse & Lyell, 1914
- C. lithargyria (Moore, 1877)
- C. nubila Tite, 1959
- C. panormus (Felder, 1860)
- C. scintilla (Mabille, 1877)
- C. strabo (Fabricius, 1793)
- C. strabobinna Swinhoe, 1916
- C. taitensis (Boisduval, 1832)